# Тапакуло гірський
Тапакуло гірський (Scytalopus atratus) — вид горобцеподібних птахів родини галітових (Rhinocryptidae).

## Поширення
Вид поширений в Андах на заході Венесуели, Колумбії, Еквадору та Перу. Вид поширений у підліску та на узліссях гірських лісів, переважно на висоті від 850 до 1700 метрів над рівнем моря.

## Опис
Птах завдовжки 12 см. Самці важать від 24,6 до 32,5 г, а одна самиця важила 25,3 г. Самець переважно чорнуватий зверху і трохи світліший знизу. Боки та підхвістя червонувато-коричневі та мають чорні смуги. Є біла пляма на маківці. Самиця блідіша за самця, зверху покрита коричневим кольором і більш червонувата на боках.

## Підвиди
Вид включає три підвиди:
- S. a. nigricans Sr Phelps & Phelps, Jr., 1953 — північно-західна Венесуела
- S. a. atratus Hellmayr, 1922 — від центральної Колумбії та Еквадору до центрального Перу
- S. a. confusus J. T. Zimmer, 1939 — Західна Колумбія